# Seznam rozhleden v Jihomoravském kraji
Seznam rozhleden v Jihomoravském kraji představuje výčet rozhleden a vyhlídkových věží, které se nachází v Jihomoravském kraji.
Vzhledem k nejednoznačné definici rozhleden a stále přibývajících staveb tohoto druhu je pravděpodobné, že seznam nebude úplný.

## Seznam
| Název                                | Obrázek | Galerie                                                                   | Výška [m] | Okres       | Kóta [m n. m.] | Geosouřanice                     | Stručný popis | Stav                                                  |
| ------------------------------------ | ------- | ------------------------------------------------------------------------- | --- | ----------- | -------------- | -------------------------------- | --- | ----------------------------------------------------- |
| Akátová věž                          |         | Kategorie „Akátová věž“ na Wikimedia Commons                              | 18 | Brno-venkov | 355            | 49°2′31″ s. š., 16°38′21″ v. d.  | Dřevěná rozhledna poblíž Židlochovic z roku 2009.                                                                                      | Volně přístupná                                       |
| Alexandrova rozhledna                |         | Kategorie „Alexandrova rozhledna“ na Wikimedia Commons                    | 17 | Blansko     | 496            | 49°17′52″ s. š., 16°40′22″ v. d. | Kamenná stavba na vrcholu Špičáku, která byla znovuotevřena v roce 2009; historie rozhledny na Špičáku však sahá do konce 19. století. | Volně přístupná                                       |
| Anička                               |         |                                                                           | 10 | Znojmo      | 390 (~)        | 48°59′46″ s. š., 15°55′39″ v. d. | Dřevěná rozhledna z roku 2011 tyčící se nad obcí Jiřice u Moravských Budějovic.                                                        | Volně přístupná                                       |
| Babí lom                             |         | Kategorie „Babí lom (observation tower)“ na Wikimedia Commons             | 15 | Brno-venkov | 521            | 49°18′18″ s. š., 16°34′34″ v. d. | Rozhledna z roku 1961 nedaleko Brna.                                                                                                   | Volně přístupná                                       |
| Babylon                              |         | Kategorie „Babylon (Blansko District)“ na Wikimedia Commons               | 42 | Blansko     | 654            | 49°26′37″ s. š., 16°27′50″ v. d. | Původně telekomunikační věž z roku 2000.                                                                                               | Zpoplatněný vstup                                     |
| Boskovická radnice                   |         | Kategorie „Town hall in Boskovice“ na Wikimedia Commons                   | 42 | Blansko     | 380 (~)        | 49°29′13″ s. š., 16°39′41″ v. d. | Radniční věž s vyhlídkou z konce 15. století.                                                                                          | Zpoplatněný vstup                                     |
| Bratčická rozhledna                  |         | Kategorie „Bratcice rozhledna“ na Wikimedia Commons                       | 5 | Brno-venkov | 240 (~)        | 49°3′45″ s. š., 16°32′25″ v. d.  | Cihlový vodojem s volně přístupnou vyhlídkovou plošinou.                                                                               | Volně přístupná                                       |
| Brněnské výstaviště – vyhlídková věž |         | Kategorie „Rozhledna na výstavišti (Brno)“ na Wikimedia Commons           | 45 | Brno-město  | 220            | 49°11′23″ s. š., 16°34′41″ v. d. | Jedna z brněnských funkcionalistických staveb v areálu Brněnského výstaviště pochází z roku 1928.                                      | Nepřístupná                                           |
| Rozhledna Komec                      |         | Kategorie „Rozhledna Komec“ na Wikimedia Commons                          | 25 | Brno-město  | 200            | 49°10′12″ s. š., 16°37′24″ v. d. | Ocelové schodiště kolem komína. | Zpoplatněný vstup                                     |
| Bukovanský mlýn                      |         | Kategorie „Windmill in Bukovany“ na Wikimedia Commons                     | 15 | Hodonín     | 325            | 49°2′25″ s. š., 17°5′28″ v. d.   | Netradiční rozhledna v podobě větrného mlýna vznikla v roce 2004.                                                                      | Zpoplatněný vstup                                     |
| Burianova rozhledna                  |         | Kategorie „Burianova rozhledna“ na Wikimedia Commons                      | 18 | Blansko     | 580            | 49°31′1″ s. š., 16°30′49″ v. d.  | Burianova rozhledna, též zvaná Milenka podle kopce, na kterém stojí, byla zřízena v roce 1931 .                                        | Zpoplatněný vstup                                     |
| Čebínka                              |         | Kategorie „Čebínka Tower“ na Wikimedia Commons                            | 38 | Brno-venkov | 432            | 49°19′12″ s. š., 16°29′5″ v. d.  | Věž telefonního operátora u obce Čebín byla otevřena v roce 2003.                                                                      | Zpoplatněný vstup                                     |
| Dalibor                              |         | Kategorie „Dalibor (rozhledna)“ na Wikimedia Commons                      | 11 | Břeclav     | 262            | 48°52′13″ s. š., 16°45′0″ v. d.  | Zděná rozhledna zpřístupněná v roce 2012.                                                                                              | Volně přístupná                                       |
| Drahy                                |         | Kategorie „Drahy (observation tower)“ na Wikimedia Commons                | 20 | Hodonín     | 360 (~)        | 48°51′33″ s. š., 17°31′24″ v. d. | Dřevěná rozhledna na svahu kopce zpřístupněná v roce 2010.                                                                             | Volně přístupná                                       |
| Hatě                                 |         | Kategorie „Observation tower (Excalibur City)“ na Wikimedia Commons       | 20 | Znojmo      | 240            | 48°45′54″ s. š., 16°3′51″ v. d.  | Rozhledna netradičního tvaru v zábavním parku v Hatích u Znojma.                                                                       | Nepřístupná                                           |
| Holedná                              |         | Kategorie „Rozhledna Holedná)“ na Wikimedia Commons                       | 35 | Brno-město  | 305 (~)        | 49°12′54″ s. š., 16°32′39″ v. d. | Rozhledna s výhledem na Brno na východním svahu kopce Holedná, postavená v roce 2020.                                                  | Volně přístupná                                       |
| Holý kopec u Bohdalic                |         | Kategorie „Holý kopec (observation tower)“ na Wikimedia Commons           | 6 | Vyškov      | 370 (~)        | 49°13′31″ s. š., 17°1′52″ v. d.  | Vyhlídka s výhledem do Drahanské vrchoviny byla zřízena na střeše místní vodárny.                                                      | Volně přístupná                                       |
| Hustopeče                            |         | Kategorie „Hustopeče (rozhledna)“ na Wikimedia Commons                    | 17 | Břeclav     | 300            | 48°57′9″ s. š., 16°44′32″ v. d.  | Dřevěná rozhledna v historickém mandloňovém sadu.                                                                                      | Volně přístupná                                       |
| Chocholík                            |         | Kategorie „Chocholík“ na Wikimedia Commons                                | 26 | Vyškov      | 366            | 49°16′47″ s. š., 16°56′15″ v. d. | Ocelová rozhledna u Drnovic je zpřístupněna od roku 2011.                                                                              | Volně přístupná                                       |
| Johanka                              |         | Kategorie „Rozhledna Johanka“ na Wikimedia Commons                        | 11 | Hodonín     | 272            | 49°1′46″ s. š., 17°11′4″ v. d.   | Dřevěná rozhledna z roku 2006 poskytující za dobré viditelnosti výhled až na Buchlov.                                                  | Volně přístupná                                       |
| Kamenný vrch                         |         | Kategorie „Rozhledna Kamenný vrch“ na Wikimedia Commons                   | 6 | Brno-město  | 321            | 49°10′58″ s. š., 16°33′23″ v. d. | Nově zrekonstruovaná rozhledna z roku 1928.                                                                                            | Volně přístupná                                       |
| Kraví hora u Bořetic                 |         | Kategorie „Kraví hora (Bořetice, observation tower)“ na Wikimedia Commons | 10 | Břeclav     | 272            | 48°55′43″ s. š., 16°50′49″ v. d. | Dřevěná rozhledna se čtyřmi podlažími je v provozu od roku 2006.                                                                       | Volně přístupná                                       |
| Kozí hrádek                          |         | Kategorie „Kozí hrádek“ na Wikimedia Commons                              | & Chyba ve výrazu: Neočekávaný operátor / Chyba ve výrazu: Neočekávaný operátor / Chyba ve výrazu: Neočekávaný operátor / Chyba ve výrazu: Neočekávaný operátor / Chyba ve výrazu: Neočekávaný operátor / Chyba ve výrazu: Neočekávaný operátor / Chyba ve výrazu: Neočekávaný operátor / Chyba ve výrazu: Neočekávaný operátor / Chyba ve výrazu: Neočekávaný operátor / Chyba ve výrazu: Neočekávaný operátor / Chyba ve výrazu: Neočekávaný operátor / Chyba ve výrazu: Neočekávaný operátor / Chyba ve výrazu: Neočekávaný operátor / Chyba ve výrazu: Neočekávaný operátor / Chyba ve výrazu: Neočekávaný operátor / -1.0000-0 | Mikulov     | 288            | 48°48′34″ s. š., 16°38′17″ v. d. | pozdně gotická dělostřelecká věž na Kozím vrchu                                                                                        | Přístupná jen když na věži vlaje žlutočervený prapor. |
| Kukla                                |         |                                                                           | 41 | Brno-venkov | 270            | 49°7′36″ s. š., 16°20′34″ v. d.  | Betonová rozhledna z bývalé těžní věže.                                                                                                | Součást zábavního parku Permonium                     |
| Maják                                |         | Kategorie „Maják (rozhledna)“ na Wikimedia Commons                        | 26,5 | Břeclav     | 292            | 48°51′50″ s. š., 16°46′16″ v. d. | Dřevěná rozhledna z roku 2009. | Volně přístupná                                       |
| Malý Chlum                           |         | Kategorie „Malý Chlum (rozhledna)“ na Wikimedia Commons                   | 10 | Blansko     | 488            | 49°27′5″ s. š., 16°35′9″ v. d.   | Dřevěná rozhledna z roku 2005. | Volně přístupná                                       |
| Mikulčice                            |         | Kategorie „NazevKatNaCommons“ na Wikimedia Commons                        | 30 | Hodonín     | 160            | 48°48′16″ s. š., 17°5′8″ v. d.   | Ocelová rozhledna v areálu slovanského hradiště.                                                                                       | Otevírací doba na webových stránkách                  |
| Minaret v Lednici                    |         | Kategorie „Minaret in Lednice“ na Wikimedia Commons                       | 60 | Břeclav     | 175            | 48°48′51″ s. š., 16°48′46″ v. d. | Jediný minaret v Česku slouží i jako rozhledna. Nachází se v Lednicko-valtickém areálu, pochází z počátku 19. století.                 | Zpoplatněný vstup                                     |
| Nedánov                              |         | Kategorie „Nedánov (rozhledna)“ na Wikimedia Commons                      | 26 | Břeclav     | 368            | 48°58′48″ s. š., 16°49′11″ v. d. | Dřevěná konstrukce s ocelovými prvky u obce Boleradice byla otevřena v roce 2009.                                                      | Volně přístupná                                       |
| Na Podluží                           |         | Kategorie „Na Podluží“ na Wikimedia Commons                               | 30 | Hodonín     | 160            | 48°51′45″ s. š., 16°58′5″ v. d.  | Telekomunikační věž s výhledem na rakouské pohraničí byla oficiálně zpřístupněna v roce 2010.                                          | Volně přístupná                                       |
| Olešnice                             |         | Kategorie „Olešnice (rozhledna)“ na Wikimedia Commons                     | 9 | Blansko     | 661            | 49°33′25″ s. š., 16°24′17″ v. d. | Dřevěná rozhledna se dvěma vyhlídkovými ochozy z roku 2004.                                                                            | Volně přístupná                                       |
| Ostrá horka                          |         | Kategorie „Ostra horka“ na Wikimedia Commons                              | 19 | Brno-město  | 405            | 49°14′53″ s. š., 16°37′20″ v. d. | Rozhledna s ocelovou konstrukcí postavená v roce 2005.                                                                                 | Volně přístupná                                       |
| Podvrší                              |         | Kategorie „Podvrsi u Veselic“ na Wikimedia Commons                        | 32 | Blansko     | 590            | 49°23′21″ s. š., 16°42′14″ v. d. | Telekomunikační věž z roku 2001 slouží i jako rozhledna.                                                                               | Zpoplatněný vstup                                     |
| Radošov u Veselí nad Moravou         |         | Kategorie „Rozhledna Radošov“ na Wikimedia Commons                        | 16,4 | Hodonín     | 242            | 48°55′30″ s. š., 17°25′45″ v. d. | Kombinovaná rozhledna dřevo-kov na návrší Radošov jv. Veselí nad Moravou.                                                              | Volně přístupná                                       |
| Rozhledna Alfonse Muchy              |         | Kategorie „Observation tower of Alphonse Mucha“ na Wikimedia Commons      | 4 | Brno-venkov | 310            | 49°5′49″ s. š., 16°23′9″ v. d.   | Velmi nízká rozhledna ze železobetonu pojmenovaná po Alfonsi Muchovi, rodákovi z blízkých Ivančic. Též zvaná Réna.                     | Volně přístupná                                       |
| Rozhledna Tišnov                     |         | Kategorie „Rozhledna Tišnov“ na Wikimedia Commons                         | 29 | Brno-venkov | 401            | 49°20′48″ s. š., 16°26′26″ v. d. | Zděná rozhledna se 133 schody byla znovuotevřena v roce 2003. Známá i jako Rozhledna na Klucanině.                                     | Volně přístupná                                       |
| Rozhledna Vladimíra Menšíka          |         | Kategorie „Vladimíra Menšíka (rozhledna)“ na Wikimedia Commons            | 22 | Brno-venkov | 448            | 49°7′3″ s. š., 16°25′34″ v. d.   | Rozhledna u obce Hlína z roku 2005 byla pojmenována po herci Vladimíru Menšíkovi.                                                      | Zpoplatněný vstup                                     |
| Rumburak                             |         | Kategorie „Rozhledna Rumburak“ na Wikimedia Commons                       | 30 | Znojmo      | 470 (~)        | 48°56′37″ s. š., 15°42′53″ v. d. | Cihlová hranolovitá stavba otevřená v roce 2009.                                                                                       | Zpoplatněný vstup                                     |
| Slunečná                             |         | Kategorie „Slunečná (rozhledna)“ na Wikimedia Commons                     | 19 | Břeclav     | 240            | 48°54′19″ s. š., 16°50′1″ v. d.  | Dřevěná rozhledna s ocelovými s technicky zajímavou konstrukcí z roku 2009.                                                            | Volně přístupná                                       |
| Stará radnice                        |         | Kategorie „Stará radnice (Brno)“ na Wikimedia Commons                     | 63 | Brno-město  | 230 (~)        | 49°11′35″ s. š., 16°36′31″ v. d. | Středověká kamenná radniční věž s výhledem na Brno.                                                                                    | Zpoplatněný vstup                                     |
| Stezka nad vinohrady                 |         | Kategorie „Stezka nad vinohrady“ na Wikimedia Commons                     | 7,6 | Břeclav     | 334            | 48°55′39″ s. š., 16°54′28″ v. d. | Bezbariérová rozhledna ve tvaru spirály z roku 2018                                                                                    | Volně přístupná                                       |
| Travičná                             |         | Kategorie „Travičná rozhledna“ na Wikimedia Commons                       | 53 | Hodonín     | 380            | 48°51′36″ s. š., 17°21′57″ v. d. | Telekomunikační věž z roku 2000 se zpřístupněnou vyhlídkovou plošinou.                                                                 | Zpoplatněný vstup                                     |
| U Jezírka                            |         |                                                                           | | Brno-venkov | 217            | 49°16′11″ s. š., 16°37′41″ v. d. | Menší dřevěná rozhledna, která je součástí naučné stezky.                                                                              | Volně přístupná                                       |
| U Křížku                             |         |                                                                           | 10,9 | Břeclav     | 217            | 48°51′24″ s. š., 16°28′19″ v. d. | Dřevěná rozhledna postavená v roce 2012.                                                                                               | Volně přístupná                                       |
| U Lidušky                            |         | Kategorie „U Lidušky“ na Wikimedia Commons                                | 29 | Brno-venkov | 336            | 49°14′21″ s. š., 16°40′33″ v. d. | Kovová rozhledna s dřevěnými prvky postavená v roce 2021.                                                                              | Volně přístupná                                       |
| Vyhlídka U Obrázku                   |         | Kategorie „Vyhlídka U Obrázku“ na Wikimedia Commons                       | 7 | Břeclav     | 265            | 48°54′54″ s. š., 16°47′3″ v. d.  | Dřevěná rozhledna postavená v roce 2007.                                                                                               | Volně přístupná                                       |
| Vyšicko                              |         | Kategorie „Vyšicko (rozhledna)“ na Wikimedia Commons                      | 12 | Hodonín     | 266            | 48°55′14″ s. š., 17°1′19″ v. d.  | Dřevěná rozhledna s ocelovými prvky.                                                                                                   | Volně přístupná                                       |
| Zelenkův kopec                       |         | Kategorie „Zelenkův kopec“ na Wikimedia Commons                           | 7 | Blansko     | 666            | 49°34′16″ s. š., 16°27′20″ v. d. | Nevelká dřevěná stavba u obce Ústup.                                                                                                   | Volně přístupná                                       |
| Zlobice                              |         | Kategorie „Zlobice rozhledna“ na Wikimedia Commons                        | 13 | Brno-venkov | 400            | 49°19′20″ s. š., 16°31′6″ v. d.  | Betonová stavba s vyhlídkou na střeše, veřejnosti přístupná od roku 2009.                                                              | Volně přístupná                                       |
| Žernovník                            |         | Kategorie „Žernovník (observation tower)“ na Wikimedia Commons            | 15 | Blansko     | 455            | 49°24′19″ s. š., 16°32′26″ v. d. | Dřevěná stavba (modřín) s ocelovými prvky, základnou je vodojem.                                                                       | Volně přístupná                                       |